# Bunsan
Re Bunsan, detto anche Bugnasan (trascritto in inglese: Bunyasan), il cui nome regale fu Ong Bun Setthathirat III (per esteso: Samdach Brhat Chao Dharma Adi Varman Maha Sri Bunyasena Jaya Setha Adiraja Chandrapuri Sri Sadhana Kanayudha) (Vientiane, XVIII secolo – Vientiane, 1781), è stato il terzo sovrano di Vientiane, nell'odierno Laos centrale. L'evento più significativo del suo regno fu la capitolazione di Vientiane e la perdita dell'indipendenza dello Stato, che divenne vassallo del Siam, l'odierna Thailandia.
Secondo alcune fonti, salì al trono nel 1767 alla morte del fratello maggiore Ong Long. Il laotiano Maha Sila Viravong, uno degli studiosi più autorevoli della storia del paese, sostenne invece che sia diventato re dopo la morte del padre Setthathirat II nel 1730.

Parte delle informazioni che riguardano Bunsan provengono dalle missioni dei gesuiti italiani presenti nel paese, che erano state ammesse a Lan Xang (l'antico regno che agli inizi del XVIII secolo si era smembrato dando vita ai regni di Luang Prabang, di Champasak e di Vientiane) per la prima volta da Surigna Vongsa, il grande sovrano che aveva regnato dal 1638 al 1690 e che aveva portato Lan Xang al massimo splendore. I resoconti dei missionari si limitarono però a descrivere principalmente gli aspetti religiosi della vita del paese.

## Biografia

### Il regno del padre
Bunsan nacque a Vientiane con il titolo di principe Bugna, era il secondogenito del re Setthathirat II e di una nobile vietnamita di Huế, la città dell'odierno Vietnam centrale dove era nato il padre. Setthathirat II era stato l'ultimo re di Lan Xang; era salito al trono nel 1698 guidando un'armata vietnamita che aveva invaso Vientiane, ed aveva deposto il precedente re Nan Tharat in un periodo di grave instabilità dell'antico regno. Gli antichi conflitti interni all'aristocrazia di corte e ai vari rami della casa reale si erano acuiti maggiormente con la sua ascesa al trono ed avevano portato al frazionamento di Lan Xang nel 1707.
Con l'intermediazione del re del Siam Phetracha, Setthathirat II ed il cugino Kitsarat si erano accordati per la spartizione dello Stato, al primo era toccato il Regno di Vientiane Lan Xang ed al secondo quello di Luang Prabang Lan Xang. Nel 1713 si era staccato da Vientiane anche il Regno di Champasak, il cui trono era stato affidato a Soi Sisamut, fratellastro di Setthathirat II.

### Il regno del fratello maggiore
Setthathirat II morì nel 1730 ed il Consiglio di Stato proclamò re Ong Long, durante il cui regno Vientiane conobbe un periodo di pace. Il nuovo sovrano dovette soffocare due gravi ribellioni, quella del principe Thao Kukeo, che si concluse senza particolari ripercussioni, e quella dell'alto ufficiale Phra Vorarad Vongsa, che nel 1766 si ribellò fondando un regno nell'odierna Provincia di Nong Bua Lamphu, nel territorio sotto la giurisdizione di Vientiane, e dopo la sconfitta per mano degli alleati di Korat si rifugiò a sud, nell'odierna Provincia di Ubon Ratchathani, che era allora parte del Regno di Champasak. La perseveranza di Vorarad avrebbe giocato un ruolo importante nella conquista di Vientiane da parte dei siamesi qualche anno più tardi.

### Ascesa al trono
Ong Long morì a Vientiane nel 1767, e gli succedette il fratello Bugna, che era dal 1735 governatore dell'odierna Provincia di Xiangkhoang e divenne re di Vientiane con il nome regale Ong Bun, ma fu conosciuto da tutti come Bunsan o Bugnasan. Dovette affrontare subito grandi difficoltà nei rapporti con i potenti Stati vicini. Gli anni Sessanta del XVIII secolo avevano visto il ritorno della Birmania al ruolo di protagonista nelle vicende politiche del sudest asiatico. La nuova Dinastia Konbaung, fondata dal re Alaungpaya, nel 1759 aveva portato a termine la riunificazione del paese dopo la dissoluzione del Regno di Taungù. L'espansione ad est si era arrestata nel 1760 per la morte accidentale di Alaungpaya durante l'assedio di Ayutthaya, la capitale del Siam. Era seguito un periodo di turbolenze interne in Birmania e nel 1763 il nuovo re Hsinbyushin, figlio di Alaungpaya, aveva riconquistato la sovranità sul Regno Lanna, persa durante il declino di Taungù. Nel 1765 le armate birmane avevano sottomesso il Regno di Luang Prabang ed il 7 aprile 1767 avevano posto fine al Regno di Ayutthaya, radendo al suolo la capitale. La pressione a cui fu sottoposto dai birmani, costrinse il Regno di Vientiane a collaborare con i sovrani Konbaung.

### Coinvolgimento nel conflitto tra Siam e Birmania
I siamesi si riorganizzarono in fretta nell'odierna Thailandia dell'Est sotto la guida del generale Taksin, messosi in salvo con alcune truppe prima della capitolazione di Ayutthaya. Aggregò un numero di effettivi che fu sufficiente a cacciare i birmani dal Siam il 7 novembre 1767 e fondò il nuovo Regno di Thonburi, la nuova capitale situata 70 km a sud di Ayutthaya. Incoronato re nel 1768, Taksin si dedicò alla riunificazione del paese sconfiggendo i signori della guerra che si erano installati nel Siam spaccato dopo la sconfitta con i birmani. Riuscì nei suoi intenti anche grazie ai vani tentativi di invasione della Birmania da parte della Cina, che costrinsero i sovrani Konbaung a richiamare il grosso dell'esercito in patria e ad allentare il controllo sui territori conquistati all'estero.
Nel 1770, impressionato dai successi di Taksin, Bunsan inviò a Thonburi dei messaggeri a trattare un'alleanza militare con il sovrano siamese, che accettò l'offerta e l'anno successivo chiese a Bunsan l'appoggio per una campagna contro i birmani. Nel 1773 le armate del Regno di Luang Prabang assediarono Vientiane e Bunsan, prossimo alla capitolazione, chiese segretamente l'intervento in suo aiuto dei birmani, il cui re inviò il governatore di Chiang Mai ad attaccare Luang Prabang. Le truppe che assediavano Vientiane tornarono a difendere la propria città e Bunsan offrì un'alleanza anche ai birmani, che erano a conoscenza del trattato firmato tre anni prima tra Vientiane e Thonburi. L'offerta fu accettata dai birmani, che a titolo di garanzia deportarono come ostaggi due figli di Bunsan ed alcuni cortigiani. Nel 1774 i siamesi, dopo che la corte di Luang Prabang li aveva informati della nuova alleanza tra Vientiane e la Birmania, intercettarono un messaggio in cui il re birmano chiedeva a Bunsan l'invio di truppe di appoggio per l'imminente attacco a Thonburi, la capitale siamese. Non furono presi provvedimenti contro i laotiani in quanto questi non aderirono alla richiesta birmana, ma la scoperta suscitò violente proteste da parte di Taksin ed il congelamento dei rapporti tra la corte di Vientiane e quella di Thonburi.
Nello stesso anno, i siamesi sottrassero il controllo del Regno Lanna ai birmani, che da oltre 200 anni se ne erano impossessati. Le armate di Thonburi si impegnarono a difendere i nuovi confini sconfiggendo i tentativi di rivalsa dei birmani anche in altre zone del Paese e, sulle ali dell'entusiasmo, riuscirono ad espandere i propri territori anche a sud e a est, penetrando sia nella penisola malese che in Cambogia.

### Conquista siamese dei regni laotiani
Nel 1777, il re di Champasak Saya Kuman appoggiò una ribellione anti-siamese del governatore di Nang Rong, situata nell'odierna Provincia di Buriram, ai confini tra i due regni. Taksin inviò due armate guidate dai suoi più valorosi generali, i fratelli Chao Phraya Chakri, che sarebbe nel 1782 divenuto il successore di Taksin come Rama I, e Chao Phraya Surasi, conosciuto anche con il nome Bunma. Chakri giunse a Champasak via terra passando per Korat, mentre Surasi risalì da sud il Mekong. Le due armate si ricongiunsero nei pressi di Champasak, che si arrese senza combattere nel 1778. Il re Saya Kuman fuggì e si consegnò ai siamesi quando fu raggiunto.
Malgrado l'apparente calma tornata tra Vientiane e Thonburi, i siamesi approfittarono dell'occasione per invadere i territori di Bunsan data loro da Vorarad Vongsa. Questi era stato sconfitto nel 1766 dalle truppe di Korat e si era rifugiato dapprima nella zona di Ubon e, nel 1768, nella capitale del Regno di Champasak. Nel 1770, Bunsan aveva mandato delle truppe ad arrestare il ribelle, ma l'intercessione del sovrano di Champasak Saya Kuman aveva scongiurato un conflitto tra i due regni. Nel 1777, Vorarad Vongsa ruppe i rapporti con Champasak e tornò nella sua roccaforte di Ubon, dalla quale fece atto di sottomissione a re Taksin di Thonburi inviandogli omaggi, ottenendo in cambio il riconoscimento del proprio potere sul territorio circostante in qualità di vassallo del Siam. Bunsan venne a sapere del distacco di Vorarad Vongsa da Champasak e inviò delle truppe guidate dal generale Phraya Supho che uccisero il ribelle. Fu questo il pretesto che scatenò l'offensiva siamese.
Bunsan fece disporre diverse armate difensive nei punti strategici delle province del regno; alcune riuscirono ad arrestare provvisoriamente l'avanzata nemica, ma tutte vennero sistematicamente sconfitte dal potente esercito di Thonburi. L'ultimo baluardo cadde nei primi mesi del 1779 ed ebbe inizio l'assedio di Vientiane. Le truppe siamesi furono coadiuvate da quelle di Luang Prabang, il cui sovrano Surigna Vongsa II si pose personalmente al comando delle operazioni attaccando da nord. Dopo 4 mesi di aspri combattimenti Bunsan si rese conto dell'imminente sconfitta e fuggì nelle zone montuose dell'odierna Provincia di Bolikhamxai, lasciando la capitale in mano al figlio Anandasen. Questi si arrese ed i siamesi entrarono a Vientiane, fra le varie cose che trafugarono e portarono a Thonburi vi furono le sacre statue del Phra Bang, palladio della monarchia laotiana, ed il Buddha di Smeraldo, che lo sarebbe diventato e lo è tuttora di quella siamese.
Vennero arrestati e deportati a Thonburi tutti i membri della famiglia reale che non erano fuggiti e gli ufficiali di alto grado dell'esercito. Molte famiglie del popolo furono invece deportate a Saraburi, nell'odierna Thailandia Centrale. Non fu premiato l'aiuto dato ai siamesi dall'esercito del Regno di Luang Prabang, che fu reso vassallo di Thonburi. Nel giro di pochi mesi persero così l'indipendenza tutti i regni laotiani eredi del glorioso Lan Xang, che aveva dominato il medio bacino del Mekong per oltre 4 secoli. Il popolo lao si vedeva privato della supremazia nella regione a distanza di 1.000 anni da quando vi si era insediato. In particolare, il Regno di Vientiane sarebbe stato annesso al Siam dopo la sconfitta nel 1828 di re Anuvong, il figlio di Bunsan che aveva tentato di liberare il paese dal dominio siamese.

### Ultimi anni di Bunsan e successione
I siamesi affidarono il governo di Vientiane al generale laotiano Phraya Supho, mantenendo le truppe di occupazione nella capitale per qualche mese. Quando queste si ritirarono, Bunsan fece ritorno a Vientiane nei primi mesi del 1780 e riprese il potere, approfittando della libertà che a quei tempi era concessa in Indocina agli Stati vassalli. Il sovrano morì nel novembre del 1781 per mano di emissari del governo di Thonburi. Subito dopo, re Taksin dispose la scarcerazione di Chao Fa Jaya, il primogenito di Bunsan, e lo inviò a Vientiane nominandolo nuovo sovrano del Regno vassallo con il nome regale Nanthasen.

## Genealogia
Bunsan ebbe diverse mogli e concubine, sposò una principessa di nome Ong Ta e una di Nong Bua Lamphu. Ebbe molti figli, di cui alcuni dalle concubine:
1. Principe Anandasena, il primogenito, che gli succedette sul trono con il nome regale Nanthasen
2. Principe Indra Varman, secondogenito, che succedette a Nanthasen con il nome regale Inthavong
3. Il terzogenito, un principe che morì con alcuni dei suoi familiari il 26 maggio 1827, quando i siamesi misero a fuoco Vientiane
4. Principe Singhadhanu, quarto figlio maschio, che succedette a Inthavong e divenne eroe nazionale con il nome Anuvong
5. Principe Brahma Varman, deportato a Bangkok, dove morì nel 1827
6. Principe Tissa, che fu viceré di Anuvong dal 1826 e guidò per breve tempo il regno quando Anuvong si rese latitante nel 1827. Tre suoi figli accompagnarono Anuvong nella fuga in Vietnam nel 1827; una sua figlia sposò un figlio di Anuvong ed ebbero una figlia che sposò il re Rama IV del Siam
7. Principe Singha, il cui figlio Surigna fu reggente del Regno di Luang Prabang nel 1850
8. Principe Supaksha

Tra le figlie di Bunsan vi furono:
1. Principessa Khieo Khom, catturata e deportata a Thonburi nel 1779, destinata a Taksin fu presa dal generale Maha Chakri (divenuto in seguito il re del Siam Rama I) che ne fece la sua concubina favorita con il nome Khamwen. Provocò la gelosia e la cacciata della futura regina Amarindra. Divenne importante alla corte di Bangkok, dove venne soprannominata "tigre", occupandosi dell'educazione del futuro re Rama II e delle cucine reali
2. Principessa Keo Yot Fa Kalyansikasatri, in esilio a Bangkok tra il 1778 e il 1793
3. Principessa Khampong, deportata a Bangkok nel 1828
4. Principessa Thongdy, deportata a Bangkok nel 1828
5. Principessa Khamsai, deportata a Bangkok nel 1828
6. Principessa Butsba, deportata a Bangkok nel 1828
7. Principessa Malai, deportata a Bangkok nel 1828
8. La principessa Vone, deportata a Bangkok nel 1828